# أحمد بن بلة
أحمد بن بلّة (25 ديسمبر 1916 – 11 أبريل 2012) هو أول رؤساء الجزائر بعد الاستقلال، من 15 أكتوبر 1963 إلى 19 يونيو 1965. ناضل من أجل استقلال البلاد عن الاحتلال الفرنسي، وشارك في تأسيس جبهة التحرير الوطني في عام 1954 واندلاع الثورة التحريرية. فاعتبر «رمزاً وقائدا لثورة أول نوفمبر... وزعيمها الروحي». وبعد الاستقلال أصبح أول رئيس للجزائر المستقلة حتى انقلب عليه وزير الدفاع هواري بومدين.
نشأ بن بلة وترعرع في وسط فقير حال كل الجزائريين في أوائل القرن العشرين. انتبه مبكراً إلى الفوارق بين حال الجزائريين أصحاب الأرض والمستعمرين الغُرب الذين استولوا على الأرض ونهبوا خيراتها واسترقوا العباد. شارك في الحرب العالمية الثانية وأبدى من الشجاعة ما شهد له بها حتى خصومه، ولكن بعد عودته وجد نفسه العائل الوحيد لأهله بعد وفاته أبيه وإخوته. لم يمنعه ذلك من السعي في تحسين أمور كل الجزائريين فانضم مبكراً للحركات النضالية السياسية ثم الجهادية بعد أن تأكد أن الاستقلال ينتزع بالقوة. ساهم في استقلال الجزائر عن الاستعمار الفرنسي ثم في تحرير بلده من الجهل والفقر والتبعية. رغم سنوات حكمه القليلة وفترة سجنه الطويلة في زنزانات المحتل ثم الرفيق، إلا أن عزمه لم يكل. فعرف بدفاعه عن القضايا العادلة في العالم كله وتصديه لأنواع الاستعمارات الظاهرة والمخفية.
كان بن بلة رجلاً ثوريا، مناضلا وسياسياً ومدافعا عن حقوق الإنسان. يصنف كعروبي وداعم للقضايا العربية وضمن دعاة وحدة المغرب العربي. يصفه أحد المؤرخين بأنه شخصية كبيرة ومبتسمة وبشوشة وغير ملتزمة كثيراً بالبروتوكولات. الجالس معه يحس بالراحة لبساطته وإشعاره لغيره بأنه يوافقهم الرأي أو متفهم لمواقفهم وكأنه في مكانهم. لكن عند التعارض معه من دون طريقة سلمية لفض المشكلة، فإنه قد يتحول لشخص شرس وفض.
ومثلما جلبت له أدواره إعجاب البعض من الناس، فقد نال أيضاً من سخط الآخرين. فالبعض عارض اتجاهه العروبي والإسلامي والاشتراكي والبعض حمله كل وزر فترة حكمه رغم أنه لم يكن صاحب القرار الوحيد.

## النشأة

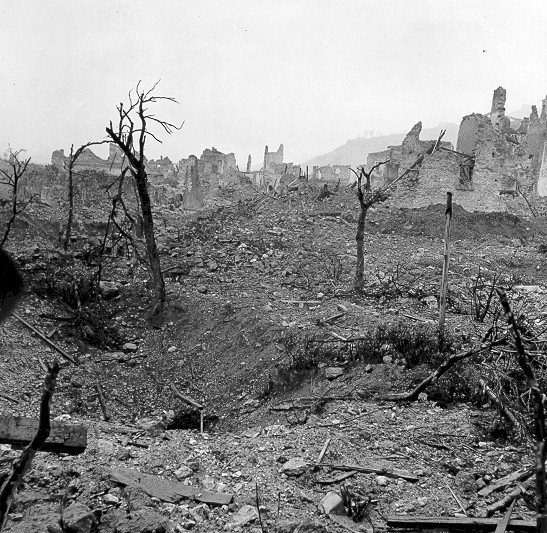
آثار الدمار في كاسينو بعد المعركة

ولد في مدينة مغنية جنوب مدينة وهران بالغرب الجزائري سنة 1916 (أو 1918 ولكن بلة رشح التاريخ الأول) لعائلة بسيطة قدمت من مراكش في المغرب واستقرت بمغنية. بدأ تعليمه في الزاوية القرآنية التي كان والده مقدما فيها، إلى جانب دراسته في المدرسة الابتدائية الفرنسية لكنه اكتفى لاحقا بالمدرسة فقط. نال شهادة الابتدائية ثم واصل تعليمه الإعدادي بمدينة تلمسان. رسخ في ذهنه موقف أستاذه المعادي للإسلام وعجزه عن رد عليه ما جعله يلتفت للرياضة ويترك الدراسة وخاصة بعد فشله في الحصول على شهادة الأهلية.
توفي والده سنة 1939. وبعودته من الجيش، كان هو المعيل الوحيد لعائلته بعد وفاته إخوته بالمرض أو في الحرب.

### الخدمة العسكرية

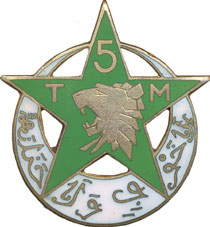
شعار الكتيبة الخامسة للقناصين

كغيره من الجزائريين، التحق بالخدمة العسكرية الإلزامية في الجيش الفرنسي بين عامي 1937 و1940، وكانت المدة يمكن أن تكون أقصر لولا اندلاع الحرب العالمية الثانية. أصبح رقيبا في كتيبة مشاة الألب رقم 141 المتمركزة في مرسيليا. نال وسام صليب الحرب لتمكنه من إسقاط طائرة من طراز شتوكا في ميناء المدينة. وفي سنة 1940 سرح من الجيش وعاد إلى الجزائر بعد خضوع فرنسا للاحتلال الألماني.
استدعي مرة ثانية سنة 1942 لمشاركة الفرنسيين والحلفاء في حربهم ضد إيطاليا وألمانيا. هذه المرة أرسل ضمن مجموعة من المغاربة (وكان الجزائري الوحيد بينهم) إلى الصفوف الأولى من جبهة القتال في إيطاليا فيما يشبه فرقة الموت. ومن البداية، أخبره قائده الفرنسي بأن لبن بلة ملفا كبيرا وأنه لا يرغب في المشاكل.
وضمن الكتيبة الخامسة للقناصين، حمل بن بلة رتبة رقيب أول ثم مساعد. تميز بالشجاعة، وفي معركة مونتي كاسينو أبلى بلاء حسنا في القتال، حيث تمكن من نجدة قائده (بالفرنسية: Offel de Villaucourt) مرتين. ونظرا لما ظهر منه، قلده الجنرال ديغول شخصيا «الميدالية العسكرية» بعد تحرير روما سنة 1944. وهو أعلى وسام في فرنسا وكان العربي الوحيد الذي حصل عليه. ويكون بذلك قد نال أربعة أوسمة في مشاركاته العسكرية، أهمها وسام صليب الحرب (بالفرنسية: Croix de Guerre) والميدالية العسكرية. وقد اعتبر بن بلة تسريحه من الجيش الفرنسي في سنة 1944 بمثابة مكافئة له.

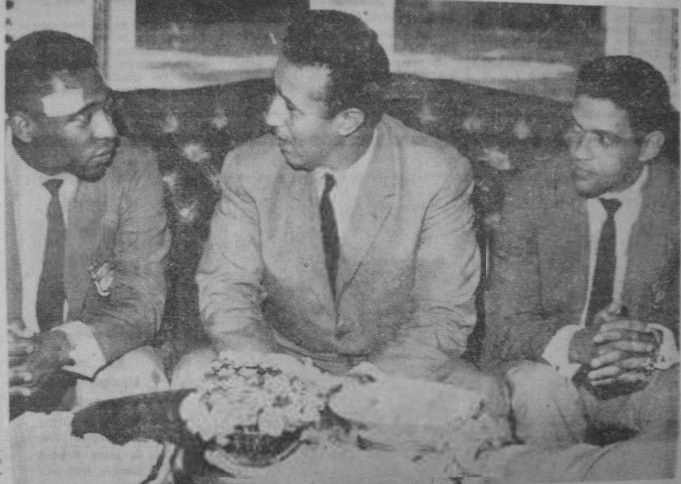
بن بلة وسط البرازيليين بيليه وغارنتشا بعد مقابلة الفريق البرازيلي للفريق الجزائري بعد الاستقلال.

### بن بلة الرياضي
بعد المشاكل التي واجهها مع أستاذه، توجه بن بلة إلى ممارسة الرياضة، فكان بطلا في فئة 400 متر عدو. كما عرف بشغفه بكرة القدم، حيث أثناء تواجده بمدينة مرسيليا، لعب لنادي أولمبيك مارسيليا الفرنسي في مركز لاعب وسط لموسم 1939–40 وظهر في مباراة ضد أنتيب جوان لي بان لحساب كأس فرنسا التي جرت في 29 أبريل 1940 بمدينة كان
وتمكن من تسجيل هدف في المباراة.
عرض عليه مسؤولون الاحتراف في النادي، إلا أنه رفض العرض المغري وفضل العودة إلى الوطن على البقاء في فرنسا. لعب بن بلة أيضا لنادي الاتحاد الرياضي لبلدية مغنية. IRB Maghnia.

## النضال لاستقلال الجزائر
عودته إلى الجزائر، بعد أن شارك الفرنسيين في عملية التحرير، واكبت مجازر 8 مايو 1945 في سطيف وخراطة وغيرهما من المدن. وقد تأثر بن بلة بعمق بهذه الأحداث التي سقط خلالها حوالي 45 ألف جزائري لما طلبوا فرنسا بالوفاء بعهدها. فتأكد عند بن بلة أن «هذا الاستعمار عنيف.. ولن يزول بغير استعمال العنف». عرف بن بلة بنشاطه السياسي في صفوف الحركة الوطنية مبكرا، فاشترك في حزب الشعب الجزائري ثم حركة انتصار الحريات الديمقراطية بزعامة مصالي الحاج. انتخب في أكتوبر سنة 1947 مستشارًا لبلدية مغنية. ورغم تضييق الفرنسيين عليه، حاول جاهدا في خدمة إخوانه الجزائريين وأدهش المستعمر بتنظيمه.

### المنظمة الخاصة
في 15-16 فبراير 1947، انعقد ببوزريعة مؤتمر ضم أعضاء من حزب الشعب وحركة انتصار الحريات الديمقراطية. وأُسس تنظيم شبه عسكري سمي «المنظمة الخاصة» وكلف بن بلة بجهة وهران. وكان ذلك بعد انعقاد المؤتمر الأول لحركة انتصار الحريات الديمقراطية. كلفت المنظمة بجمع السلاح وتدريب الرجال تحضيرا للنضال العسكري. أسندت قيادة المنظمة لمحمد بلوزداد ويساعده أيت أحمد ومهساس إلى جانب بن بلة.
انتقل بن بلة إلى الجزائر العاصمة، ليدخل النشاط السري بعد أن ترك مدينة مغنية تحت ضغط الفرنسيين. بن بلة الذي كان أحد مؤسسي المنظمة الخاصة، صار في ديسمبر 1949 رئيسا لها خلفا لآيت أحمد. وفي ظل فشل كل الحلول السياسية في استرجاع الجزائريين لبلادهم وثرواتهم، كان هدف المنظمة الأول التحضير لثورة مسلحة. وأصبح بن بلة بذلك مسؤولا عسكريا تحت إمرته 5 آلاف مقاتل.
صار بن بلة لاحقا أحد القادة التسعة للجنة الثورية للوحدة والعمل (CRUA) التي ولدت من رحم المنظمة الخاصة وفجرت ثورة التحرير سنة 1954.

### عملية بريد وهران
كانت المنظمة السرية بحاجة لأموال لتنفيذ أهدافها. ولما واجهت امتناعا من الساسة، أخذت زمام المبادرة بيدها لتمويل نشاطاتها. وكان جلول نميش (المدعو بختي) الذي كان عاملا في بريد وهران قد اقترح على بن بلة عمليتي سطو أحدها على قطار نقل الأموال بين وهران وبشار والثانية على مركز بريد وهران. فاستقر اتفاق أعضاء المنظمة على الاقتراح الثاني لصعوبة الأول.
كان مقررا للهجوم أن يقع في أول يوم اثنين من شهر مارس، غير أن الأمور لم تسر كما كان مقررا لها فأجل الهجوم لأول يوم اثنين من شهر أبريل. وقع الهجوم في 5 أبريل 1949 بطريقة وكأن منفذه هو الأوروبي «بييرو المجنون» «Pierrot le fou » (الذي ذاع صيته آنذاك كلص محترف)، لولا بعض الأخطاء البسيطة التي اكتشفتها الشرطة لاحقا ووجهت التحقيق نحو الجزائريين.
تكلل الهجوم بالناجح بفضل معلومات بختي الدقيقة وقيادة بن بلة لمجموعة الكوماندوس التي شنت الهجوم بمشاركة سويداني بوجمعة. كان من المتوقع الاستيلاء على 30 مليون فرنك فرنسي. في حين أن الحصيلة تمثلت في 3.170 مليون فرنك فرنسي. كلف محمد خيضر بنقل الأموال إلى الجزائر نظرا لحصانته كنائب. ومن ثم استعملت لشراء أسلحة من ليبيا، هربت لاحقا إلى الأوراس.
جاءت عملية بريد وهران بقيادة بن بلة كمحاولة لإقناع السياسيين بأن اللعبة السياسية قد فشلت.

### الاعتقال

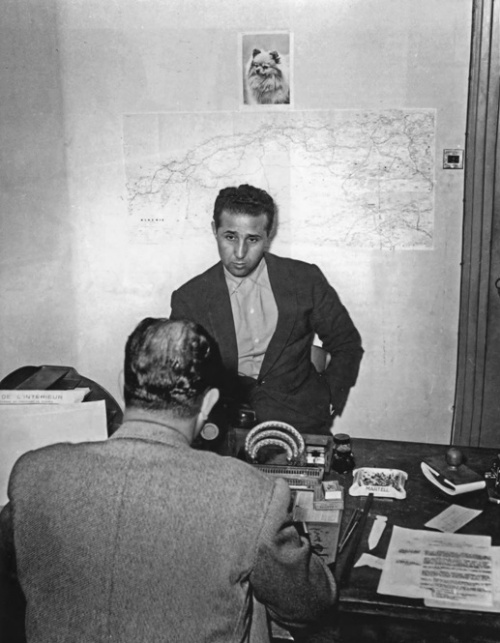
التحقيق مع بن بلة

اكتشف الفرنسيون المنظمة السرية اثر فشل محاولة عقاب أحد المنضمين في 18 مارس 1950 واعتقل الكثير من أعضائها من بينهم بن بلة في مايو 1950 بالجزائر العاصمة.
حوّل بن بلة ورفاقه محاكمتهم إلى محاكمة الاستعمار. حكم على بن بلة بسبع سنوات. لكنه استطاع في 16 مارس 1952 الهروب رفقة أحمد مهساس من سجن البليدة. ليلتحق بأيت أحمد وخيضر بمكتب القاهرة وشكلوا لاحقا تمثيلية جبهة التحرير في الخارج.

### النضال في الخارج
بعد فراره من السجن، تنتقل بن بلة بين عدة أماكن في البليدة مدة أشهر. حتى تمكن ديدوش مراد من تهريبه إلى فرنسا عبر البحر بجواز سفر مزور، حيث بقي من ثلاث إلى أربع أشهر تحت رعاية شبكة منظمة لجزائريين. اجتمع بن بلة، في باريس سنة 1952، بعلي مهساس وبوضياف، وكلف بوضياف بلم شمل أعضاء النظام السري في الجزائر بعد أن قرر الحزب حل المنظمة السرية. الاجتماع استمر لمدة 3 أيام، وأدى ذلك لاحقا للقاء الشهير للـ 22.
ثم انتقل إلى سويسرا بصفة عامل (حيث بقي حوالي الشهر والنصف)، ثم إلى القاهرة التي وصلها في أغسطس 1953.
في القاهرة، التحق بخيضر وأيت أحمد لتمثيل حركة انتصار الحريات الديمقراطية. كما التقى عبد الكريم الخطابي رئيس مكتب المغرب العربي وجمال عبد الناصر وقد كان الجزائري الوحيد الذي تمكن من ملاقاته. سمح ذلك لبن بلة (المكلف بنقل الأسلحة والذخيرة للبلاد لتحضير لانطلاق الثورة) بالإعداد لإيصال السلاح بعد تجاوب عبد الناصر في مسألة السلاح. استمر توريد السلاح من مصر لمدة سنتين ونصف السنة.
أول عملية نقل السلاح تمت في فبراير 1954 باستعمال يخت فخر البحار من مصر إلى ليبيا، وكان بن بلة في استقبال الشحنة مع العقيد الليبي عبد الحميد درنة. معرفته بليبيا وسكانها سمحت له بتسهيل العمليات. غير أنه واجه مشاكل مع بورقيبة لرفضه عبور السلاح واعتراضه ووصل الأمر إلى الاشتباك المسلح.
إضافة لنقل السلاح، تخصص بن بلة في التدريب العسكري. فأنشأ معسكرا تدريبيا في عين شمس، وعمل بن بلة على تجنيد الجزائريين خاصة بين طلبة الأزهر، فكان من بينهم محمد بوخروبة (الذي تطلب إقناعه فترة شهرين والذي صار لاحقا يكنى هواري بومدين).
أصبح بن بلة يمثل خطرا على السلطات الاستعمارية الفرنسية. فسعت لاغتياله، وهكذا تعرض لمحاولتي قتل إحداها في القاهرة وأخرى في طرابلس الليبية سنة 1955 بتدبير من اليد الحمراء رغم أنه كان يسافر بأسماء مستعارة. وكان قد سبق لمنظمة اليد الحمراء أن اغتالت المعارض التونسي فرحات حشاد.
وباندلاع الثورة الجزائرية وتأسيس جبهة التحرير، أصبح بن بلة ممثل للجبهة في الخارج.

### اندلاع الثورة التحريرية

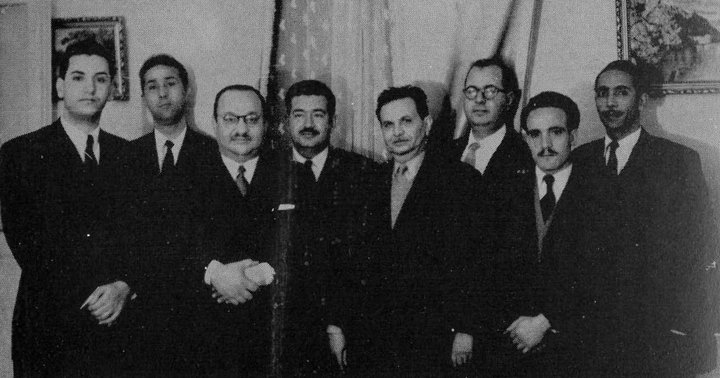
اجتماع تحضيري لنقل أسلحة من مصر إلى الثوار في الجزائر، في الصورة بن مهيدي (الصف الأول على اليمين) - آيت أحمد (الصف الأول على اليسار) - بن بلة (خلف أيت أحمد)- فتحي الديب (الصف الأول إلى جانب أيت أحمد) - بوضياف (خلف بن مهيدي)

في الفاتح من نوفمبر 1954، انطلق شرارة الثورة الجزائرية بقيادة حزب جديد هو حزب جبهة التحرير الوطني. وكانت بمثابة إعلان عن لجوء الجزائريين إلى السلاح لتحرير وطنهم من الاحتلال الاستيطاني الفرنسي بعد فشل كل السبل السياسية. في الجزائر تم توزيع منشورات لبيان أول نوفمبر، ومن القاهرة كان بن بلة أول من تلا هذا البيان عبر أثير إذاعة القاهرة.
بكل المقاييس لم تتوفر شروط نجاح الثورة عند اندلاعها، فمن جهة رفض كل السياسيين والأحزاب اندلاع الثورة، ومن جهة ثانية كان هناك نقص فادح في السلاح وضعف نوعية ما توفر منه والذي كان أغلبه من مخلفات الحرب العالمية الثانية. ومن جهة أخرى، كان بوضياف هو منسق الثورة غير أنه أصيب بمرض السل، ما اضطر بن بلة لاتخاذ زمام المبادرة. في البداية، كان مقررا اندلاع الثورة في 30 أكتوبر. ولكن الأمر ترك في الأخير للثوار على أرض الميدان. في البداية، شهدت منطقة الأوراس عددا كبيرا من العمليات مقارنة مع المناطق الأخرى، وهذا لتواجد السلاح بها وصعوبة التضاريس التي كانت مساعدة للثوار. وبعد حوالي السنة، كانت العمليات العسكرية قد عمت كل أنحاء الجزائر.
استمرت عمليات تهريب السلاح للثوار في الجزائر. ومن أشهر عمليات التهريب تلك التي استعملت يخت الملكة دينا وكان قائده بحار يوغسلافي. في 20 يناير 1955، جرى اجتماع في منزل فتحي الديب لإنهاء ترتيبات إرسال شحنة من الأسلحة إلى الثوار على متن اليخت دينا بحضور بن بلة وبوضياف. وفي منتصف مارس 1955، سافر بن بلة إلى إسبانيا للتحضير لاستقبال الشحنة، وانطلق اليخت من ميناء بور سعيد المصري في 27 مارس باتجاه مدينة الناظور المغربية وعلى متنه 7 جزائريين كان بومدين أحدهم.
بتعاظم شأن الثورة، انضم العديد من السياسيين الجزائريين إلى جبهة التحرير الوطني (جناحها السياسي). ومن بينهم من عارض قيامها في البداية. ومن جهة أخرى حاولت السلطات الفرنسية التواصل مع قيادات الثورة وطلبت منهم التفاوض بشرط تشكيل حزب آخر.
في 20 أغسطس 1956 عقد مؤتمر الصومام في ظروف معقدة. فمن جهة كان عدد كبير من القادة العسكريين والسياسيين الأوائل للثورة غائبين إما لاستشهادهم أو اعتقالهم أو تغييبهم كما وقع مع بن بلة. حيث لم يعط قادة الداخل وقتا كافيا لنظرائهم في الخارج لحضور مؤتمر الصومام وهكذا ظهرت أولى بوادر الخلاف. كانت مقررات المؤتمر سبب آخر في اعتبار المؤتمر خنجر في صدر الثورة. حيث اعتبرها بن بلة وأول ردة و«خيانة للتوجهات العروبية والإسلامية للثورة الجزائرية» وبداية الاغتيالات نتيجة هذا الانحراف. فرفض المؤتمر ومقرراته.
في 25 سبتمبر 1956، فرنسا تحتجز الباخرة لوتس في عرض البحر الأبيض المتوسط وعلى متنها أسلحة موجهة للثوار الجزائريين. ما أدى لتدهور العلاقات المصرية الفرنسية.
خلال هذه الفترة، كان بن بلة يسافر بجواز سفر دبلوماسي باكستاني، منحته إياه السلطات الباكستانية من باب دعم القضية الجزائرية. هكذا استطاع بن بلة تجاوز الحضر الذي فرضته السلطات الفرنسية وحلفائها.
وقد استعمل بن بلة جواز السفر الباكستاني أيضا خلال فترة منفاه في ثمانينيات القرن العشرين.

### الاختطاف

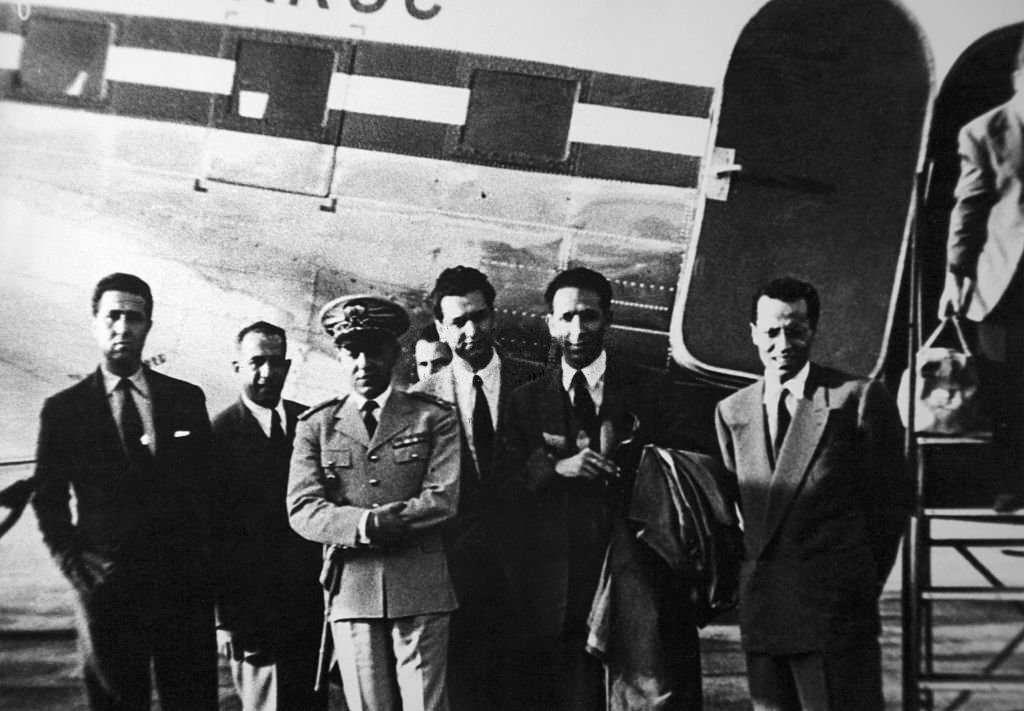
صورة قبل اقلاع الطائرة من المغرب باتجاه تونس

شهدت سنة 1956 أيضا، بداية اتصالات ومفاوضات بين جبهة التحرير والحكومة الفرنسية جرت في مصر ويوغسلافيا وروما. وبعد حوالي 8 أشهر، تم التوصل إلى صيغة اتفاق مع ممثلي الجبهة خيضر واليزيد. فقرر القادة اطلاع جيران الجزائر المغرب وتونس بالنتائج. وفي شهر أكتوبر، أعلم بن بلة مضيفه جمال عبد الناصر بذهابه إلى مدريد للاجتماع مع القادة الآخرين فرد عليه عبد الناصر «مش الرباط» (ورددها 3 مرات وكأنه يحذر بن بلة). وعند وصول بن بلة إلى مدريد وجد أن زملاؤه قد انتقلوا إلى الرباط بدعوة من الملك محمد الخامس على أن ينتقلوا من هناك بمعيته إلى اجتماع تونس.
وفي طريقهم إلى تونس على متن طائرة مغربية Air Atlas، أقدم طيران الجيش الفرنسي في 20 أكتوبر 1956 على اختطاف الطائرة في أول عملية قرصنة جوية في التاريخ. واعتقل بن بلة رفقة محمد بوضياف وحسين آيت أحمد ومحمد خيضر (القيادات التاريخية للثورة الجزائرية) والصحفي مصطفى لأشرف. وبذلك أفشل الجيش الفرنسي المفاوضات مع الحكومة فرنسا بوساطة تونسية-مغربية. حقق رئيس الأركان الفرنسي مع القادة وحاول إجراء مفاوضات جديدة بين الجيش الفرنسي وبينهم إلى أنهم رفضوا.
سجن المختطفون في البداية في مركز الشرطة في الجزائر لمدة أسبوع قبل أن يتم نقلهم إلى سجن «لاسانتي La Santé» في جزيرة أكس (Aix) وكانت فترة السنتين ونصف بهذا السجن صعبة جدا. ثم إلى قلعة تيركان Truquant في مارس 1959 بقرار من ديغول ثم أولنوا Aulnoy إلى غاية 18 مارس 1962. اعتبر ديغول المختطفين «سجناء عسكريين» وطوال فترة السجن، كان مسموحا فقط للمحامين بزيارتهم. استثمر بن بلة فترة سجنه الجديدة في تنمية معرفته وثقافته السياسية.
من ردود الفعل على العملية، وقوع أحداث غضب ضد الفرنسيين عقب العملية في المغرب وتونس والجزائر كردة فعل على الاختطاف.
وصدر بيان عقب اجتماع 25 دولة من أفريقيا وأسيا في الأمم المتحدة عبروا فيه عن استيائهم لاعتقال الزعماء الجزائريين وطالبوا بعرض مشكلة الجزائر على الجمعية العامة للأمم المتحدة للمرة الثانية خلال نفس السنة 1956.
وفي 28 أكتوبر 1956، وقع العدوان الثلاثي على مصر بمشاركة فرنسا التي أرادت أن تعاقب مصر على وقوفها بجانب الجزائريين.

### استمرار الثورة والدخول في مفاوضات

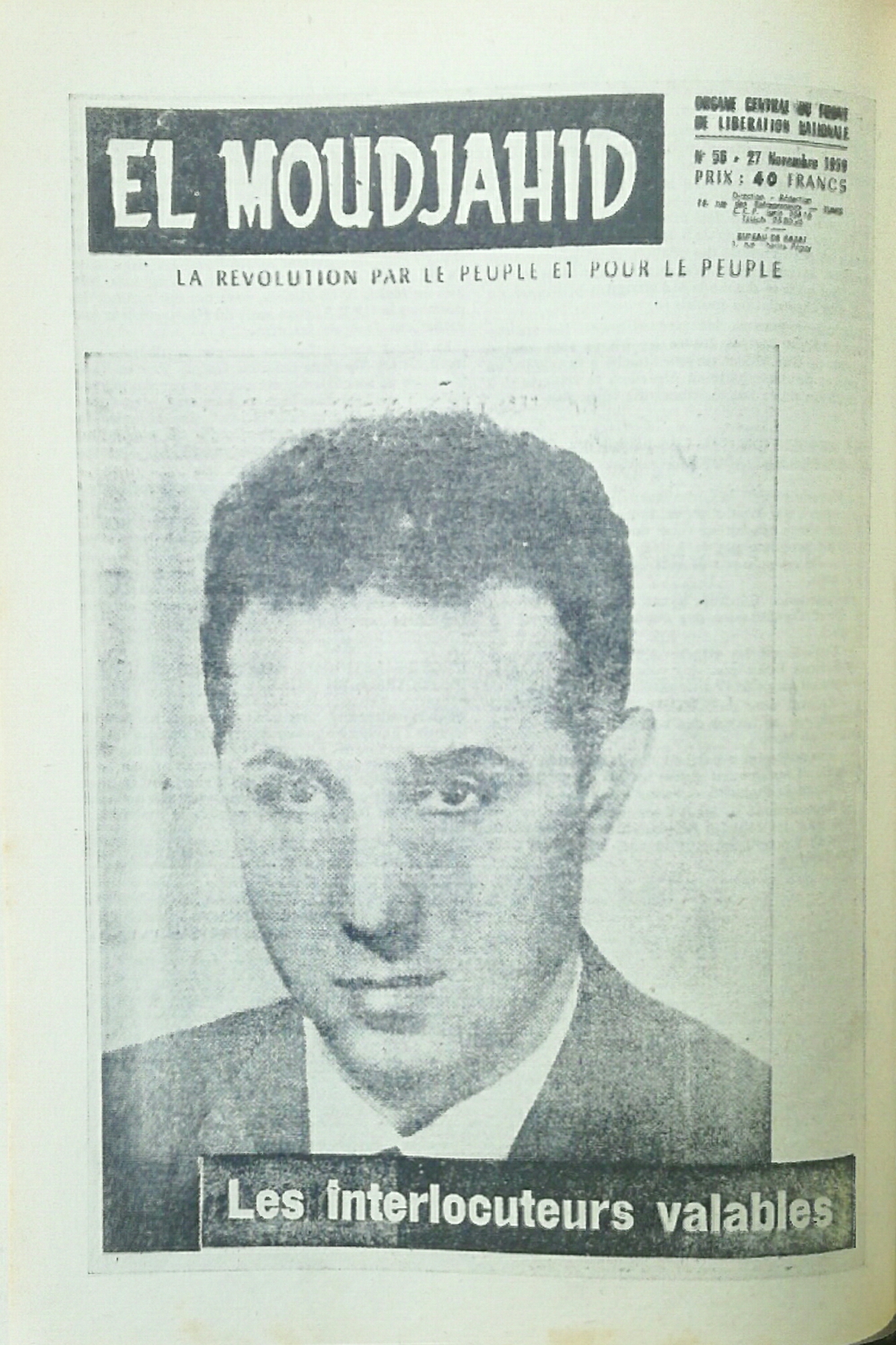
صورة لأحمد بن بلة على غلاف جريدة المجاهد بتاريخ 27 نوفمبر 1959م.

يوم الجمعة 19 سبتمبر 1958، أعلن عن تأسيس أول حكومة جزائرية مؤقتة في المنفى. يرأس المجلس الوزاري فرحات عباس وعين بن بلة ومحمد بوضياف نائبين للرئيس الحكومة. وكان العراق أول الدول اعترافا بها. بن بلة ظل نائبا لرئيس المجلس الوزاري في حكومتي فرحات عباس 1958 و1959 وحكومة بن خدة 1961 رغم ظروف سجنه.
في 10 نوفمبر 1959، عرض الجنرال ديغول التفاوض على جبهة التحرير. وجاء رد الجبهة في 20 نوفمبر 1959 بقبول العرض وفوضت بن بلة وبيطاط وأيت أحمد وخيضر وبوضياف بإجراء المفاوضات. غير أن ديغول رفض مشاركة بن بلة في المفاوضات.
دور القيادات المسجونة بدأ يضعف، خاصة بعد أن صارت القرارات تؤخذ دون استشارتها. مثلما هو الحال في 16 ديسمبر 1959، حين اجتمع المجلس الوطني في طرابلس وكلف هواري بومدين بقيادة الجيش خلفاً لكريم بلقاسم بدون أن يستشيروا القادة المساجين.
أطلق ديغول في 14 يونيو 1960، دعوة جديدة لقادة الثورة الجزائرية بالتفاوض. وبدأت بمفاوضات في ميلون في نفس الشهر واستمرت وصولا لاتفاقية إيفيان. في ذلك الوقت تأزمت الأوضاع وظهرت نزاعات بين الحكومة المؤقتة وقيادة أركان الجيش، هذه الأخيرة قامت بإرسال بوتفليقة سنة 1961 لزيارة القيادات المسجونة لإطلاعها بالأمر فوجدت تعاطفا من بن بلة معها. في حين لم يقبل بوضياف التحالف لمساندته لكريم بلقاسم. زيارة بوتفليقة بإيعاز من رئيس الأركان بومدين هاته، يعتبرها البعض محاولة لاستمالة القادة المسجونين لصف بومدين في حين أن بن بلة اعتبرها مجردة زيارة لاطلاع القادة بالأحداث الجارية.
بعد أن أثمرت المفاوضات بين الطرفين الجزائري والفرنسي بالوصول إلى اتفاقيات إيفيان وبدء سريان وقف إطلاق النار في 19 مارس 1962. جاء دور إطلاق سراح القادة المسجونين وعلى رأسهم بن بلة. وبعد جولة قام بها القادة بين سويسرا والمغرب ومصر والعراق ثم تونس حيث كان هواري بومدين في استقبالهم في مطار العاصمة في 14 أبريل 1962. لوحظ غياب محمد بوضياف، ما دفع البعض باستنتاج وجود خلافات بين القادة المفرج عنهم.

## بن بلة في السلطة

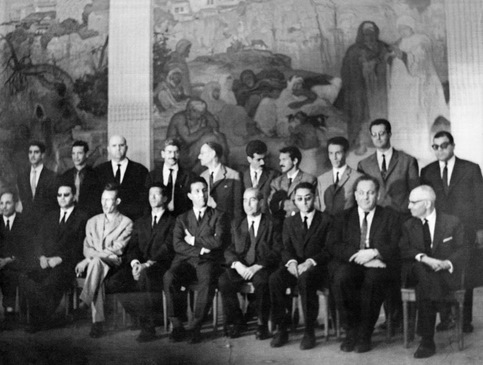
صورة تذكارية لأول حكومة جزائرية بعد الاستقلال

عند خروج بن بلة من السجن، وجد صراعات طاحنة تجري بين الجزائريين. وبعد اطلاعه على وضع حصل تقارب بينه وبين قيادة أركان الجيش وعلى رأسها بومدين. هذا التقارب أزعج الحكومة المؤقتة التي كانت على خلاف مع قيادة الأركان. ويذكر الشاذلي في مذكراته أن الأمر كان سبب في قطع الإمدادات عن جيش الحدود الأمر الذي أثار سخط العسكر. انتقد بن بلة الحكومة المؤقتة والوضع المتأزم مع قيادة الجيش في خطابه في مارس 1962 بوجدة.
في ظل هذه الأوضاع، اقترح بن بلة عقد دورة للمجلس الوطني للثورة الجزائرية من أجل حل المشاكل والوصول إلى توافق يخدم الدولة التي هي على وشك الولادة. تم عقد الدورة ما بين 21 و28 مايو 1962 بطرابلس الليبية في أجواء من الخلافات والصراعات على السلطة. فاجأ بن بلة من عرفوه قبل 1956 بقدرته على تناول مشاكل الدولة نتيجة تحضيره في السجن لبرنامج لإدارة الدولة قدمه في مؤتمر طرابلس. وبحضور ثلثا أعضاء المجلس تم انتخاب مكتب سياسي ضم بن بلة وست أعضاء آخرين.
أعلن بن بلة من تلمسان، عن تشكيلة المكتب السياسي الذي مهمته تسيير البلاد، بعد أن قدم إليها في 22 يوليو 1962 قادما من المغرب.
رسميا أعلن عن استقلال الجزائر في 5 يوليو 1962، بعد أن أيد الجزائريون بقوة الاستقلال في استفتاء لتقرير المصير. لكن الطبقة السياسية كانت تعيش وسط صراعات وتحالفات أبرزها بين الحكومة المؤقتة وأركان الجيش. وهكذا، لاحت في الأفق أزمة صائفة 1962 بين مجموعين اصطلح على تسميتهما بمجموعة تلمسان وعلى رأسها بن بلة وبومدين ومجموعة تيزي وزو وعلى رأسها بوضياف وكريم بلقاسم. كانت من نتيجتها دفع جيش الحدود للاستيلاء على العاصمة. الأمر الذي تم ورجح كفة الحلف «بن بلة-بومدين».

### الحكومة ثم الرئاسة

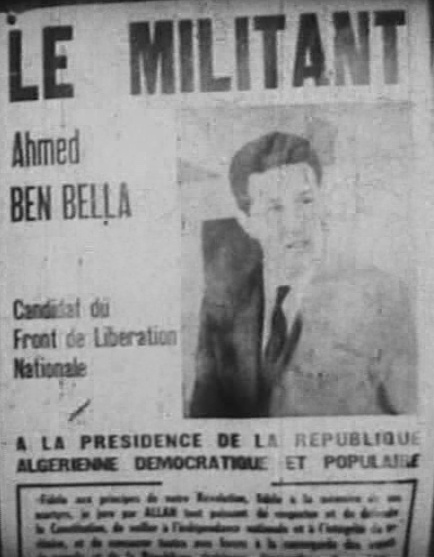
اعلان بترشح أحمد بن بلة لمنصب الرئيس

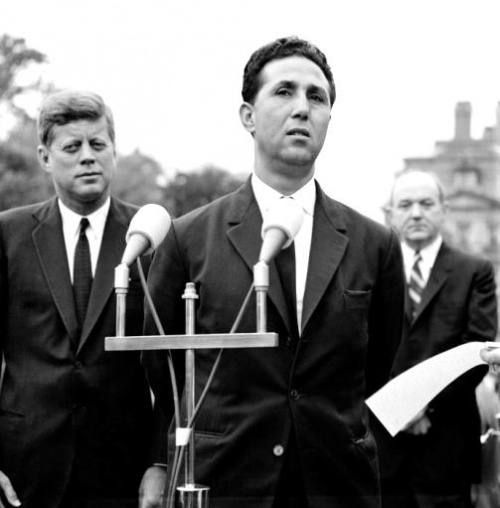
لقاء بن بلة مع الرئيس الأمريكي كينيدي، ويظهر من الخلف على اليمين وزير الخارجية الأمريكي دين راسك أكتوبر 1962.

في نهاية سبتمبر 1962، قبل بن بلة رئاسة أول حكومة جزائرية بعد الاستقلال. كان بن بلة مترددا في أول الأمر ولكن بومدين أقنعه بقبول المسؤولية وضمن له دعم الجيش. وفي 26 سبتمبر 1962، نال ثقة المجلس الوطني التأسيسي بـ 141 صوت لصالحه مقابل 13 معارض. ونالت حكومة بن بلة الثقة في يوم 28 سبتمبر. وبذلك صار بن بلة رئيسا للحكومة الجزائرية في 29 سبتمبر 1962 بعد استقالة بن يوسف بن خدة.
وبعد أن وافق الشعب الجزائري على الدستور الأول للبلاد، تم ترشيح بن بلة كأول رئيس للجمهورية الجزائرية الديمقراطية الشعبية وانتخبه الشعب بأغلبية ساحقة في استفتاء 15 أكتوبر 1963. فاتخذ من فيلا جولي (حاليا مقر بنك الجزائر المركزي) مقرا للرئاسة. وفي مؤتمر حزب جبهة التحرير الوطني الذي انعقد في أبريل 1964 تم انتخاب بن بلة أمينا عاما للمكتب السياسي.
كانت بدايات صعبة للدولة الفتية بخزينة لا تكفي لأكثر من أسبوع ونقص في الكفاءات بعد رحيل الأوروبيين (جامعة واحدة بها 500 طالب، مهندسين معماريين اثنين و120 طبيب وصيدلية لكل الجزائر).
أول المشاكل التي واجهت الحكومة الدخول المدرسي وحملة الحرث والبذر ألتان كانتا على الأبواب. فرفع بن بلة التحدي واستطاع إنجاح عملية الحرث والبذر رغم الصعوبات فرزقت الجزائر بموسم فلاحي سخي. وبفضل علاقته الجيدة مع ديغول، استطاع تسهيل الدخول المدرسي ورفع العراقيل على تحويل الميزانية. وانطلاقا من مارس 1963، بدأت حكومة بن بلة في تأميم الأراضي الفلاحية، ليعقد بعد بضعة شهور المؤتمر الأول للفلاحين وذلك في إطار سياسة فلاحية سميت بالتسيير الذاتي يشرف عليها الديوان الوطني لإعادة الهيكلة الفلاحية (Office national de la réforme agraire : ONRA) أنشئ في نفس السنة. واستطاع بن بلة القضاء على ظاهرة ماسحي الأحذية. كما أولى للمرأة الجزائرية جانبا من الاهتمام، وتورد النشطة والمناضلة آني ستينر أن «بن بلة قدم كل الإمكانيات للمرأة وانقلاب بومدين عصف بكل شيء».
على الصعيد الدولي، عمل بن بلة على انضمام الجزائر لكل المحافل الدولية. فانضمت إلى منظمة الأمم المتحدة في أكتوبر 1963. كما مدت يد العون لكل الثورات التحررية في العالم إلى حد أن الجزائر وصفت بـ «مكة (أو قبلة) الثوار». ساندت الجزائر عسكريا الحركات التحررية مثل: ANC وPAC في جنوب أفريقيا، وSWAPO في جنوب غرب أفريقيا، وZANU وZAPU في زيمبابوي، وكذلك MPLA في أنغولا.

### النزاع المسلح مع المغرب
كان للمغرب تطلعات بتوسيع مساحته الجغرافية واسترداد ما زعم المغاربة أنها أرض اقتطعها الاستعمار الفرنسي. أثناء الثورة التحريرية، وعدت الحكومة الجزائرية المؤقتة بدراسة الأمر بعد الاستقلال. وأثناء مفاوضات حول الحدود كانت تجري بمدينة وجدة، اندلعت اشتباكات على الحدود الجزائرية المغربية في 8 أكتوبر 1963. وتطورت الاشتباكات خاصة بعد فشل مبعوث الحسن الثاني إلى الجزائر في مهمته في 10 أكتوبر.
الاشتباكات توقفت في 2 نوفمبر بموجب اتفاق تم التوصل إليه في مؤتمر عقد في باماكو بين 29 و30 أكتوبر تحت مظلة منظمة الوحدة الأفريقية. في هذا النزاع الذي سمي بـ«حرب الرمال» بين الجزائر والمغرب (19 أكتوبر - 2 نوفمبر 1963)، زودت مصر الجزائر بسرب من ستة طائرات لكن الجزائر لم تستعمله، كما أرسلت كوبا 3 سفن محملة بالسلاح غير أنها وصلت أسبوع بعد انتهاء الحرب.
على المستوى الداخلي وحد هذا النزاع الجزائريين الذين تأثروا بصيحة بن بلة «حقرونا». فانضمت إلى الجيش فرق منه كانت متمردة جهة القبائل واعتبر أحد قادتها «أن الجزائر أولا قبل كل شيء».

### التمردات
منذ البداية، نازع آيت أحمد وبوضياف بن بلة الحكم بدعوى أن كل منهما هو الأجدر والأحق. ولم يتوقف معارضو حلف بن بلة-بومدين رغم ميلان الكفة لصالح بن بلة، فاتهموه بالدكتاتورية. واستمروا في نشاطاتهم وتنظيم تجمعات شعبية معارضة لنظام الحكم القائم. أصبحت هذه المعارضة تشكل تهديدا لبلوغها درجة التمرد العسكري، فاعتقل بوضياف.
أعلن آيت أحمد في 9 يوليو 1963 عن تمرده عن الحكم والتحاقه بالعقيد محند اولحاج المتمرد مع جنوده في جبال القبائل منذ الاستقلال. وبهذا تكون معظم الزعامات والقيادات في منطقة القبائل (عدا العقيدين محمدي السعيد وإيعزوزن) قد اتحدت لإسقاط بن بلة ولو بالقوة. فشلت كل محاولات رد آيت أحمد عن تمرده المسلح رغم أنسحاب حليفه العقيد محند اولحاج. فتمكن الجيش الجزائري من إلقاء القبض عليه في 17 أكتوبر 1964 وسجنه. جرت محاكمة آيت أحمد وحكم عليه بالإعدام لكن بن بلة لم يتسرع في تنفيذ الحكم.
التمردات مست أيضا صفوف الجيش، وكان تمرد منطقة القبائل وتمرد شعباني في الجنوب أبرزها. كان العقيد شعباني على خلاف مع بومدين حول الضباط الفارين من الجيش الفرنسي لتشكيكه في إخلاصهم. احتار بن بلة في التعامل معه. تأزم الأمر دفع بإلقاء القبض على شعباني ومحاكمته والحكم بإعدامه.
بهذا يكون نظام بن بلة قد حيد كل خصومه السياسيين، فوضع فرحات عباس في إقامة جبرية في أدرار (جنوب البلاد) واعتقل بوضياف وسجن آيت أحمد، إلى جانب الساسة الذين فضلوا المنفى خارج الجزائر كمنطلق للمعارضة.

### المعارضة والانتقادات
من الانتقادات الموجهة لحكم بن بلة قضاؤه على معارضيه السياسيين ما دفع بالبعض بالالتحاق بالمعارضة في الخارج. رغم أنه استهل عهده بانتهاج سياسة الاعتدال لكثرة القيادات والتيارات. وأعيب عليه تفرده بالحكم والجمع بين عدة سلطات. هذا لأن بن بلة كان مقتنعا أن الفترة العصيبة بحاجة إلى سلطة مركزية قوية.
كانت العروبة والإسلام والإصلاح الزراعي هي الأعمدة الثلاثة في برنامج بن بلة. في حين يعيب البعض على فترة حكمه، انشغالها بتصريف الشؤون اليومية عن بناء إستراتيجية بعيدة المدى، وفشله في إرجاع الصورة الشعبية لحزب جبهة التحرير وحصر النشاط السياسي على هذا الحزب فقط.

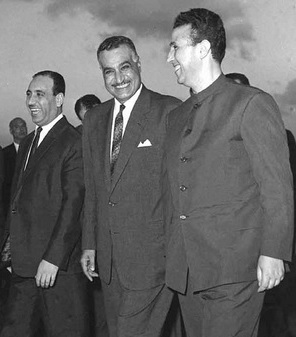
بن بلة رفقة جمال عبد الناصر وعبد السلام عارف سنة 1964.

في الجانب الاقتصادي، انصبت الانتقادات على ارتفاع نسبة البطالة (2.5 مليون بطال سنة 1964، من 11 مليون عدد سكان الجزائر)، وفشل التسيير الذاتي في الشركات في إعطاء نتائج إيجابية. في حين كان نزوح سكان الأرياف إلى المدن طالبا لحياة أفضل هو سبب هام في ارتفاع البطالة حاربه بن بلة من خلال مشروع الإصلاح الزراعي. وكان الهدف من نظام التسيير ذاتي أن تبقى الممتلكات للدولة ويعود ريعها على العاملين بها لتشجيعهم على العمل أكثر. وبالمقابل رفض بن بلة أن يصبح بعض الجزائريين إقطاعيين جدد وهنا اختلف مع فرحات عباس الذي كان يريد نظاما ليبراليا.
وعموما يرى بعض الدارسين، أنه نظرا للفترة القصيرة التي حكم فيها البلاد (سنتين ونصف)، فإنه لا يمكن الحكم على سياسة بن بلة إيجابا أو سلبا.

## الانقلاب عليه

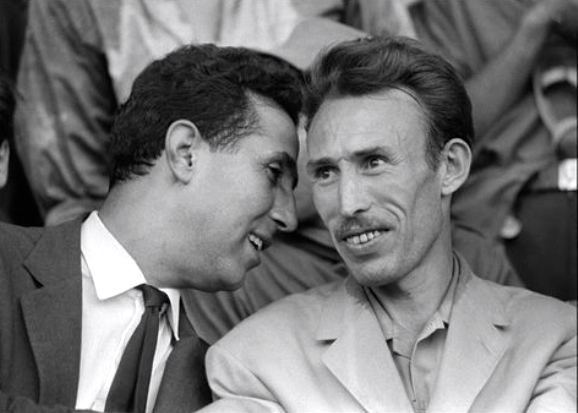
أحمد بن بلة رفقة هواري بومدين

استمر الانسجام بين بن بلة وبومدين إلى غاية انعقاد مؤتمر حزب جبهة التحرير في 14 أبريل 1964، الذي ظهرت بعده خلافات بين الرئيس وقائد الجيش بومدين حيث لوح هذا الأخير بالاستقالة لكن بن بلة رفض الأمر بشدة. كان بومدين من بين المعترضين على عقد المؤتمر، وفي المؤتمر وقعت انتقادات كبيرة ضد بومدين والجيش.
صرح به بن بلة لاحقا: «الخلاف مع بومدين والجماعة بتاعه كانت لسبب واحد أساسي، من اللي يحكم في الجزائر، الجيش أم الحزب..(جبهة التحرير)».
وبدأت تظهر معالم صراع جديد حول السلطة بين الرئيس بن بلة وحليفه السابق بومدين الممسك بالجيش. خاصة بعد إعلان بن بلة في ديسمبر 1964 عن حكومة جديدة احتفظ فيها بحقائب الداخلية والمالية والأخبار.
صار بومدين متيقنا أن بن بلة يعمل على إزاحته. ورغم عدم قبول بن بلة للاستقالة الجماعية لبومدين وآخرين سنة 1964، إلا أن الأمور لم تهدأ. في حين أن بن بلة لم يتوقع انقلابا يقوده وزير دفاعه هواري بومدين.
وفي بداية 1965، بدأ بومدين وحاشيته بالتخطيط للإطاحة ببن بلة لما ظهر منه وكأنه إبعاد لهم عن مقاليد الحكم. يذكر الشاذلي بن جديد أن الانقلاب كان مبرمجا بعد تردي العلاقات بين بن بلة وبومدين. استطاع بومدين إقناع بعض قادة الأركان بضرورة تنحية بن بلة وأبعد من شك في موافقته.
وبعد شهر من التحضيرات، تولى الطاهر زبيري (قائد الأركان) أمر اعتقال بن بلة في ليلة 18-19 يونيو 1965 في فيلا جولي. وقد فاجأ بن بلة معتقليه بهدوئه وثباته، في حين كان العسكر الذين يقتدونه إلى مستقبل مجهول متخوفون منه ومتوجسون من أي حركة يقوم بها لتحرير نفسه خاصة وهو العسكري السابق والرياضي المعروف.
أعلن بومدبن عن الانقلاب على موجات الراديو في خطاب حاول من خلاله تبرير ما سمي ب«التصحيح الثوري». وقد جاء في بيان المنقلبين حصيلة سلبية لحكم بن بلة. اعتبر بومدين أن بن بلة قد خرج عن خط الثورة الجزائرية واستأثر بالسلطة واتهمه بالديكتاتورية والشوفينية. وكان يأخذ عليه احتكاره لتسعة مناصب حساسة في وقت واحد، وكان بومدين يقول أنه لجأ إلى الانقلاب إنقاذا للثورة وتصحيحا للمسار السياسي وحفاظا على مكتسبات الثورة الجزائرية.
ردة فعل الشعب لم تكن بالقوية وان استمرت بعض المناوشات المناهضة للانقلاب لمدة شهر. أكثر ردات الفعل وقعا كانت مظاهرات عنابة إثر الانقلاب والتي أسفرت عن سقوط 38 قتيلا من مؤيدي بن بلة. كما أوردت جريدة لومند الفرنسية في عدد صدر لها في أغسطس 1965 بعض التفاصيل حول عدد القتلى موزعين بالشكل التالي:
قتيل في سكيكدة وقتيلان في تبسة و9 قتلى في وهران و40 قتيل في عنابة. وأرجع بن بلة ضعف ردة فعل الشعب الجزائري، والذي كان دائما ما يردد أن غالبية من الشعب معه، إلى كون الشعب لا يزال «مجروحا».
ردة فعل أصدقاء بن بلة في الخارج لم تطل. فانتقد عدة رؤساء دول مثل فيدل كاسترو وتيتو الانقلاب، كما نظمت بعض المظاهرات في مصر والأردن. استمرت عزلة الجزائر غير الرسمية عربيا إلى غاية حرب يونيو 1967.
وبالمقابل لم يف المنقلبون بوعدهم بإصدار الكتاب الأبيض المدين لحكم بن بلة، بل أن فترة حكمهم شهدت وقعهم في نفس أخطائه. فالساحة السياسية شهدت انغلاق أكبر بإقدام بومدين على حل كل المؤسسات الدستورية التي أنشئت في عهد بن بلة. واتضح حتى لمن ساعد في الانقلاب لاحقا، وعلى رأسهم العقيد زبيري قائد الأركان، أنهم خلعوا ديكتاتورا ليضعوا مكانه ديكتاتورا آخر. حتى أن بعضهم سعى للإطاحة بالنظام الجديد من خلال محاولة انقلاب أو قتل لكنها فشلت. النظام الجديد وإن بدأ بقيادة جماعية سرعان ما تحول لحكم فردي.
من آثار الانقلاب أيضا، أنه ألغى تنظيم المؤتمر الإفريقي الآسيوي الذي كان المتفرض أن يُعقد في الجزائر في 29 يونيو. والذي كان يتوقع له تكوين نظام دولي جديد يحاور الموجود. وقد يفسر هذا كون الولايات المتحدة أول من بعث برقية تأييد للانقلابيين. ويرى البعض أن التاريخ قد كرر نفسه في الجزائر، حيث شبه انقلاب بومدين على بن بلة بانقلاب عبد الناصر على محمد نجيب.

## بن بلة في السجن مجددا
يروي بن بلة ظروف اعتقاله، حيث أخذ أولا لوزارة الدفاع. ثم صار ينقل بين ثكنات عسكرية، كل شهرين إلى مكان آخر، واستمر هذا سنين مثل ثكنات الصومعة ومدية. دائما في غرفة صغيرة وسط حراسة مشددة. في البداية انحصرت الزيارات على رئيس المنطقة العقيد سعيد عبيد في البداية ثم بلهوشات الذي خلفه. كان مسموحا له براديو وبصحيفة أو اثنتين كجريدة لوموند الفرنسية أحيانا.
غداة الانقلاب عليه وضع أحمد بن بلة في فيلا خاصة في منطقة شبه معزولة ولم يسمح لأحد بزيارته، وعن فترة اعتقاله التي استمرّت 15 سنة قال أحمد بن بلة أنّه استفاد من أجواء العزلة واستغلّ أوقاته في المطالعة والقراءة حيث بدأ يتعرف إلى الفكر الإسلامي وغيره من الأطروحات الفكرية.

### المناشدات لإطلاقه
ولم تجد تدخلات جمال عبد الناصر الشخصية في إطلاق سراحه، وذهبت سدى كل المحاولات التي قام بها رؤساء الدول الذين كانت تربطهم بابن بلة علاقات صداقة. أرسل عبد الناصر وفدا يضم المشير عبد الحكيم عامر والصحفي محمد حسنين هيكل للإطلاع على وضع بن بلة.
كان للمحامية مادلين لافي فيرون (الذي عرفته وهو في سجن لاسنتيه في فرنسا بعد اختطاف طائرته) دورا كبيرا في تحسيس المجتمع الدولي بقضيته. فقد كونت لجنة دولية للدفاع عنه بقيادة شفركس (الحائز على جائزة نوبل) وسعت في جمع التواقيع المطالبة بتسريحه وخاصة بعد ورود أخبار عن السعي لتصفيته سربها بعض أعضاء الحكومة الجزائرية للصحافة الفرنسية.
وتذكر أن من بين المتوسطين لإطلاق سراح بن بلة كان هناك الجنرال ديغول وعبد الناصر وسيكوتوري ونيريري وكاسترو. هذا الأخير لم يترك لقاء مع بومدين إلا وفاتحه في الموضوع غير أن بومدين اشترط شروطا رفضها بن بلة.
وقد طلب موديبو كيتا من وزير خارجيته إدراج قضية بن بلة في اجتماع لوزراء خارجية منظمة الوحدة الأفريقية في أكرا سنة 1967 ولكن عبد العزيز بوتفليقة طلب سحب الموضوع مقابل تعهده خطيا بالسماح لأول رئيس يزور الجزائر بملاقاة بن بلة.

### زواجه في السجن
ظلت أم بن بلة تنتظر لمدة 8 أشهر قبل أن يسمح لها برؤية ابنها.
وفي ظروف صعبة، تعرض عليه والدته المسنة الزواج في السجن. وطبعا اعتبر بن بلة الأمر مستحيلا فمن تقبل به زوجا في ظروف سجنه. غير أن والدته أقنعته، فالمرشحة هي ناشطة سياسية قبلت بوضعه. وهكذا تم في 25 مايو عام 1971، زواج بن بلة بزهرة سلامي الصحفية الجزائرية في مجلة «الثورة الإفريقية». وقد كانت زهرة معارضة لنظام أحمد بن بلة وكانت ماوية مؤيدة لخصمه محمد بوضياف. بعد حوالي سنتين من زواجه، توفيت والدة بن بلة. ولكن لم يسمح له بحضور جنازتها.
التحقت زهرة بزوجها في السجن، وضلت معه لفترة سبع سنوات ونصف، في البداية ترك الزوجين لحالهما، ولكن الهدوء لم يدم طويلا ووقعت مشاكل. كانت زهرة تخرج من حين لآخر لزيارة عائلتها.، وكانت كلما خرجت أو دخلت تتعرض لتفتيش. ومن جهة أخرى، كان السجن مزروعا بأجهزة تنصت وكاميرات.

### إطلاق سراحه
عندما وصل الشاذلي بن جديد إلى السلطة، وضع بن بلة في 4 يوليو 1979 في إقامة جبرية في مسيلة مسقط رأس زوجته. و1980 صدر عفو رئاسي عن أحمد بن بلة رغم معارضة البعض وعن بعض المعارضين الآخرين. وأطلق سراحه في 30 أكتوبر 1980، ومنح له راتب شهري يقدر ب 12 ألف دينار جزائري وفيلا في بولوغين بالجزائر العاصمة. لكنه ما لبث أن غادر الجزائر في شهر نوفمبر من نفس السنة ليعود مجددا للعمل السياسي.

## العودة للنضال
بعد إطلاق سراحه غادر بن بلة الجزائر متجهاً إلى باريس. ورغم سنين سجنه إلا أنه بقي دائما ناشطا سياسيا. ومافتئ أن أسس حزبا سياسيا معارضا هو «الحركة من أجل الديمقراطية» سنة 1984 إيمانا منه بضرورة مواصلة الكفاح من أجل تعددية ديمقراطية في الجزائر.
وفي سنة 1981، أصبح رئيسا للجنة الإسلامية الدولية لحقوق الإنسان. تصالح بن بلة مع أيت أحمد في المنفى سنة 1985، وطالبا بإصلاحات دستورية لضمان الحقوق السياسية في الجزائر.

### المعارضة
أصدرت الحركة مجلتين هما البديل وبعده منبر أكتوبر تيمنا بانتفاضة أكتوبر الجزائرية سنة 1988. وشكل ذلك معارضة صريحة لنظام الشاذلي بن جديد وحزب جبهة التحرير الوطني (الذي كان من بين المؤسسين له) والأحادية السياسية، وكان يطالب بحياة سياسية تتسم بالديمقراطية واحترام حقوق الإنسان. لم تستسغ فرنسا نشاط بن بلة السياسي على أراضيها، فما كان منه إلى أن غادرها باتجاه لوزان في سويسرا تحت ضغط من السلطات الفرنسية.

### عودته للجزائر
شكلت الأزمة الاقتصادية والاحتقان السياسي الذان شهدتهما الجزائر في النصف الثاني من ثمانينيات القرن العشرين، دوافع لانتفاضة شعبية لقبت بخريف الغضب انفجرت في 5 أكتوبر 1988. فما كان من نظام الرئيس الشاذلي بن جديد إلى الدفع بتغييرات عميقة لنظام الحكم، كفتح النشاط السياسي على تعددية الحزبية بمقتضى دستور 1989 والانتقال من الاقتصاد الاشتراكي إلى اقتصاد السوق.
في ظل هذا المناخ الجديد، عاد أحمد بن بلة إلى الجزائر بتاريخ 29 سبتمبر 1990 (أو الخميس 27 ديسمبر 1990) على متن باخرة أقلعت من إسبانيا وبرفقته مئات الشخصيات الجزائرية والعربية والأجنبية. في الجزائر، واصل معارضته للنظام الجزائري وأسس حركة من أجل الديمقراطية. وفي انتخابات 26 ديسمبر 1991 التشريعية التي الغيت لاحقا، لم يحقق حزب أحمد بن بلة أي نجاح يذكر أثناء. وعلى الرغم من ذلك فإنّ أحمد بن بلة اعترض على إلغائها وطالب بالعودة إلى المسار الانتخابي. كما اعتبر المجلس الأعلى للدولة (الذي تشكل بعد إلغاء الانتخابات ودفع الرئيس الشاذلي بن جديد للاستقالة) «سلطة غير شرعية».
في أجواء إيقاف المسار الانتخابي سنة 1992 وحل السلطة الجزائرية لحزب الجبهة الإسلامية للإنقاذ وتدهور الحالة الأمنية، غادر بن بلة الجزائر مجددا متوجه إلى سويسرا. لكنه ومافتئ هناك يطالب بالمصالحة الوطنية كحل لإخراج البلاد من أزمتها السياسية والأمنية. شارك في حوارات سانت إيجيديو في روما أواخر 1994 وأوائل 1995 للبحث عن صيغة لحل للمشكلة السياسية في الجزائر. وكان من بين الموقعين على اللائحة السياسية أو ما سمي بـ «عقد روما» والذي تضمن دعوة للنظام الجزائري إلى التحاور والمصالحة الوطنية.
في سنة 1997، حلت السلطات الجزائرية حزب بن بلة «حركة من أجل الديمقراطية» وهو حال عدة أحزاب أخرى.

## اعتزال السياسة
بقدوم عبد العزيز بوتفليقة إلى سدة الحكم في الجزائر وانتهاجه لسياسة المصالحة والوئام المدنيين، ناصره بن بلة وعاد مجددا إلى البلاد.
ساهم أيضا في إقناع جبهة الإنقاذ بترك السلاح كما ساهم في الدفاع عن حقوق بعض التائبين وفق الاتفاقات الموقعة مع النظام الجزائري.
في هذه المرحلة تجنب بن بلة السياسة الداخلية لبلده، وراح يدافع عن قضايا عربية مثل العراق وفلسطين. وقد سبق له أن زار العراق بعد حرب الخليج الثانية 1991 وقابل الرئيس صدام حسين. كما طالب برفع الحظر المفروض على العراق وكوبا.
رغم سنه المتقدم، إلا أنه عرف بنشاطه الدائم. فقد كان عضوا في لجنة الرعاية لمحكمة راسل حول فلسطين، وترأس اللجنة الدولية لجائزة القذافي لحقوق الإنسان. كما اختير ضمن لجنة حكماء أفريقيا التابعة للاتحاد الإفريقي وترأسها سنة 2007، في إطار مبادرات لتسوية النزاعات وتفادي الأزمات التي تصيب دول القارة الإفريقية. إضافة إلى نشاطاته وعلاقاته القومية خلال فترته الرئاسية، شارك بن بلة في نشاطات المؤتمر القومي العربي.

### الكتابات
لبن بلة عدة كتابات :
- خطاب التوجيه - مؤتمر الأول للحركة من أجل الديمقراطية في الجزائر - باريس 1984
- حديث معرفي شامل - دار الوحدة - بيروت 1987 م وطبع بالفرنسية بعنوان Itinéraire بدار البديل مونتروي
- تحية ل تشي (Hommage au Che) - أكتوبر 1987
- حول الإسلام والنظام العالمي الجديد 1989 م
- أي دور للإسلام في ولادة العالم الجديد 1989 م
- الإسلام والثورة الجزائرية 1989 م («L'islam et la révolution algérienne»)
- النسل الملعون 1989 م («La filiation maudite»)
- الحوار شمال –جنوب 1994 م
- حول الاقتصاد الحر 1994 م
- أي علم لدول الجنوب - تعاون أم تصادم 1994 م.

## المرض والوفاة
توفي أحمد بن بلة يوم 11 أبريل 2012 في الجزائر عن 96 عاما في منزل أسرته بمدينة الجزائر
وكان قد نقل إلى المستشفى مرتين قبل أكثر من شهر من وفاته بعد إصابته بوعكة صحية. قال محمد بن الحاج (كاتب سيرته) لوكالة الصحافة الفرنسية إن الرئيس الراحل «كان بخير الثلاثاء، لكنه شعر فجأة بإرهاق وصعد إلى غرفته لينام، ثم توفي بعد ظهر الأربعاء خلال نومه، وكانت إلى جانبه ابنتاه (بالتبني) مهدية ونورية». وقد أعلنت الحكومة الجزائرية الحداد في البلاد لمدة ثمانية أيام لوفاته.
نقل جثمانه إلى مجلس الشعب حتى يتسنى لرفقائه ومحبيه إلقاء النظرة الأخيرة عليه. ليتم دفنه بعد ذلك بمربع الشهداء بمقبرة العالية بالجزائر العاصمة حيث مثوى الأمير عبد القادر. حضر مراسيم تشييع الجنازة عدد كبير من أصدقائه ورفقاء دربه وكذا عدد من المسؤولين الجزائريين. ومن الأجانب حضر كل من :
- الوزير الأول الموريتاني مولاي ولد محمد لغظف[119]
- الوزير الأول المغربي عبد الإله بنكيران[120]
- ورئيس الجمهورية الصحراوية محمد عبد العزيز[121]
- والرئيس التونسي المنصف المرزوقي[120]

وتخليدا لذكراه، أطلق الرئيس الجزائري عبد العزيز بوتفليقة اسم الراحل أحمد بن بلة على مطار وهران الدولي ثاني أكبر مطارات الجزائر بعد مطار الجزائر الدولي والذي بدوره يحمل اسم الرئيس هواري بومدين.

## التقدير
شهرة بن بلة كثائر وأحد زعماء ثورة التحرير الجزائرية فاقت الأفاق. فتلقى الترحيب الشعبي حيث ما حل والتكريم من الحكومات خاصة أثناء الرحلة التي تنقل فيها بين دول المعسكر الشرقي ومصر صائفة 1964. ويقول قائد الأركان السابق العقيد الطاهر زبيري في مذكراته : كان اسم بن بلة معروفا كقائد لأحد أكبر الثورات التحريرية في العالم... فإن كان لمصر جمال عبد الناصر فإن للجزائر أحمد بن بلة.
من الجوائز والتكريمات :
- الاتحاد السوفياتي كرمه في 30 أبريل 1964 ك«بطل الاتحاد السوفيتي» اعترافا له وأحد الرموز الكفاح ضد الاستعمار والإمبريالية أثناء زيارة له للاتحاد سنة 1964.[123][125]
- منح أيضا جائزة لينين للسلام سنة 1964.
- نال جائزة القذافي لحقوق الإنسان ليترأس لاحقا اللجنة الدولية المشرفة على هاته الجائزة.[12]
- نال دكتوراه فخرية من جامعة بنغازي عند زيارته لها بعد الاستقلال.[126]
- نال دكتوراه فخرية في العلوم الاجتماعية والسياسية من جامعة أبي بكر بلقايد[127][128]

أطلقت السلطات الجزائرية اسم الرئيس بن بلة على عدد من المنشآت منها مطار وهران الدولي وجامعة السانية.

## العلاقات

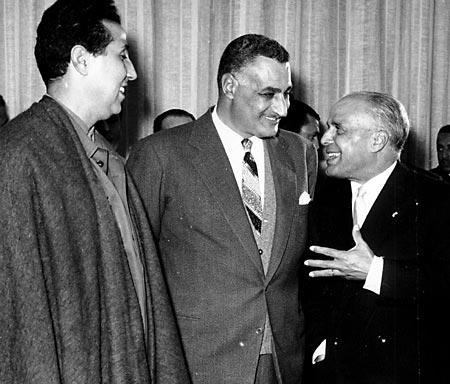
بن بلة رفقة عبد الناصر وبورقيبة.

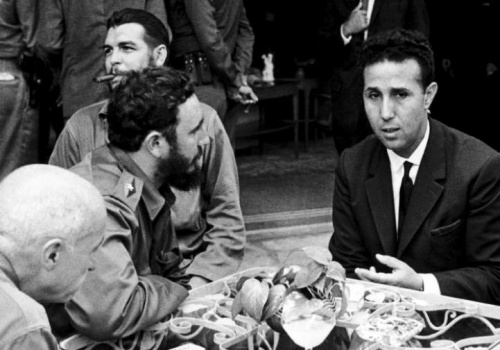
بن بلة رفقة فيدل كاسترو وَ تشي غيفارا في هافانا، كوبا

استطاع بن بلة رغم فترة سجنه الطويلة وفترة حكمه القصيرة أن ينسج علاقات دولية ويحصد الإعجاب والمعارضة في نفس الوقت.
فعلاقته بالحبيب بورقيبة لم تكن جيدة، حتى أنه أسر لبن جديد أنه «لا يرتاح لبن بلة ولم يثق به يوما». وكان خطاب بن بلة الذي ألقاه عند استقباله في مطار تونس بعد إطلاق سراحه سنة 1962 وعبارته الشهيرة «نحن عرب» قد أثار حفيظة بورقيبة. فبن بلة يعتبر بورقيبة الغربي المحض. بالمقابل الحسن الثاني ملك المغرب، لم يتدخل في شؤون الجزائريين أثناء خلافاتهم مثل ما فعل بورقيبة. فكانت علاقة بن بلة بحسن ثاني جيدة قبل الاستقلال، واستمرارا للعلاقة الوطيدة مع الوالد محمد الخامس والذي يشاوره حتى عند العرض الفرنسي باستقلال المغرب. غير أن العلاقات ساءت بعد الاستقلال. وكان بن بلة قد رفض التعليق حول وجود مؤامرة أو خيانة، من بعض الجهات خاصة من المغرب، أدت لاعتقال القادة في عملية اختطاف الطائرة.
كان لبن بلة علاقات طيبة مع السوفييت وقوية مع الصينيين وأخوية مع تشي غيفارا. وحظي بن بلة احترام شديد من فيديل كاسترو، خاصة بعد الموقف الشجاع لبن بلة عندما رفض طلبا أمريكيا بعدم التوجه إلى كوبا مباشرة بعد زيارة نيويورك، قائلا «جئتكم وأنا رئيس دولة صديقة ولكنني أذهب أينما أريد». لم يستسغه الجانب الأمريكي هذا الموقف وبالمقابل عارض بن بلة النظام العالمي الذي تقوده الولايات المتحدة.

## الفكر والمواقف

### الثورة والجزائر
أثناء الثورة، رفض بن بلة «التصفية الجسدية» للقادة وخاصة تلك التي كانت مصير عبان رمضان. وبعد الاستقلال، اختلف بن بلة مع بومدين حول إدماج الضباط الفارين من الجيش الفرنسي في الجيش الوطني الشعبي ورفض الأمر. كما صرح بن بلة أنه لا يجب مؤاخذة أبناء «الحركى» (عملاء الاحتلال الفرنسي) بما فعل آباؤهم. وكان كل أمله «أن الجزائر تخرج... من الأزمة اللي تعاني منها وترجع للصف العربي الإسلامي وتقوم بدورها الطبيعي وهو دور عظيم داخل هذه المنظومة العربية الإسلامية وترجع لتاريخها».

### السياسة والاقتصاد
صرح بن بلة عدة مرات أنه كان ناصريا، وأن الاشتراكية التي انتهجها مختلفة عن الاشتراكية الشيوعية الماركسية، وإنما هي اشتراكية مبنية على التراث العربي الإسلامي لأنه مسلم مؤمن، يؤمن بالنظام الإسلامي، وأنظمة الزكاة والصدقات والأوقاف تمثل حلولا صالحة. الأمر الذي صرح به حتى لخروتشوف عندما زار موسكو.
اقتصاديا، آمن أن الثورة الزراعية يجب أن تسبق الثورة الصناعية، حيث أن الصناعة يجيء دورها بعد تلبية الحاجات الأساسية وعلى رأسها لقمة العيش. وهذا ما سعى لتنفيذه عندما تسلم زمام الحكم. وكان تأميم الأراضي الفلاحية ضرورة لتحقيق ذلك لتفادي ما وقع فيه لاحقا آخرون (مثل موغابي) من مأزق مع ملاك الأراضي من المستعمرين البيض.
وعن فترة حكمه، يقول بن بلة أنه في فترة قصيرة (سنتين ونصف) تم تنظيم انتخابات للدستور وللبرلمان الأول ثم البرلمان الثاني ومؤتمر لحزب جبهة التحرير ومؤتمرات للمزارعين وأخرى للصناعة. وهي أشياء يعتبرها هامة. ورغم ذلك يقر أنه ارتكب أخطاء لأنه في نهاية الأمر بشر غير معصوم.
بعد نضال طويل، يخلص بن بلة إلى أن النضال الوطني أو القومي هو نضال محدود وأنه يرى نفسه أكثر في النضال العالمي حتى تستطيع الدول الصغيرة مواجهة الدولة الكبيرة. كما نادى إلى إعفاء الدول الفقيرة من ديونها لأن من أسباب فقرها الاستعمار الذي نهب خيرتها.

## الأقوال

### من أقواله
- لم يكن سواه رفيقي في كل الفترات التي قضيتها في السجون، إنه القرآن الكريم
- لست لائكيا ومن يدعو إلى اللائكية يريد أن يلبس جلدا غربيا لجسد إسلامي[137]
- أرفض حكم الفقهاء وأنا مجرد مواطن جزائري[137]
- صرح بن بلة لجون دانييل «أشعر بأنني قريب جدا من شي غيفارا... ولكن لا يمكننا البقاء في ثورة إلى الأبد. »[138]
- «عقيدة الجزائر السياسية ونشاطها الدبلوماسي موجهان من أجل تصفية الاستعمار بشكليه الكلاسيكي والمقنع» مقطع من كلمة الرئيس بن بلة على منصة الأمم المتحدة سنة 1962 كما أوردها Hakim Adi وMarika Sherwood في Pan-African History سنة 2003.[139]
- «هذا البلد الجميل الذي عاش سبعة سنين من الحرب وفقد مليون شهيد، الذي لا تزال جراحه دامية وشعبه يعاني من الفقر. سيعيد بناء نفسه على أسس جديدة من أعلاه إلى أسفله. أتمنى أن أمنح لوقت لفعل ذلك». قالها بن بلة في 19 يونيو 1965 قبيل الانقلاب عليه. وردت الكلمة في «Robert Merle's Ahmed Ben Bella, New York, Walker and Co., 1967.»[139]
- «كل جزائري هو مقاوم محتمل إذا استطاع الحصول على سلاح». وردت الكلمة في «Neil Hamilton's Founders of Modern Nations: A Biographical Dictionary, ABC-CLIO, 1996».[139]
- «مع أنه عمل صعب فإنه ملهم أيضاً، وهناك جمال في فكرة تحويل قطعة أرض صغيرة إلى أرض خصبة منتجة»، بن بلة يصف سياسته الزراعية. وردت الكلمة في «Robert Merle's Ahmed Ben Bella, New York, Walker and Co., 1967»[139]

### قالوا عنه
- «الجزائريون يبكون اليوم رجلاً عظيما أضاء بحكمته وبصيرته الطريق إلى الحرية وبناء دولة الجزائر». عبد العزيز بوتفليقة - الرئيس الجزائري.[5]
- «لقد كان ابن «بلة» قائداً فذا ومجاهدا صلدا وبطلا شجاعاً في مقاومة الاستعمار». نعي الجامعة العربية.[140]
- الرئيس التونسي أن «المغرب الكبير كما الأمة العربية فقدا أحمد بن بلة، أحد رموز العالم الثالث».
- وصفه الكاتب الصحفي والمؤرخ محمد عباس بـ «أكثر واقعية وانتهازية وكارزمية»[141]
- «كان رجلاً طيباً فوق الطيبة في حد ذاتها ونظيف اليد، فلم يشهد له أنه سرق أموال الشعب... لذلك نعترف له بالجميل». القائد الأسبق لهيئة الأركان العقيد الطاهر زبيري.[70]